# Valley Grove
Valley Grove és una població dels Estats Units a l'estat de Virgínia de l'Oest. Segons el cens del 2000 tenia 405 habitants.

## Demografia
Segons el cens del 2000, Valley Grove tenia 405 habitants, 158 habitatges, i 121 famílies. La densitat de població era de 279,2 habitants per km².
Dels 158 habitatges en un 36,1% hi vivien nens de menys de 18 anys, en un 56,3% hi vivien parelles casades, en un 14,6% dones solteres, i en un 22,8% no eren unitats familiars. En el 20,9% dels habitatges hi vivien persones soles el 8,2% de les quals corresponia a persones de 65 anys o més que vivien soles. El nombre mitjà de persones vivint en cada habitatge era de 2,56 i el nombre mitjà de persones que vivien en cada família era de 2,92.
Per edats la població es repartia de la següent manera: un 25,2% tenia menys de 18 anys, un 6,7% entre 18 i 24, un 29,1% entre 25 i 44, un 22,5% de 45 a 60 i un 16,5% 65 anys o més.
L'edat mediana era de 38 anys. Per cada 100 dones de 18 o més anys hi havia 93 homes.
La renda mediana per habitatge era de 27.813 $ i la renda mediana per família de 30.000 $. Els homes tenien una renda mediana de 25.179 $ mentre que les dones 17.125 $. La renda per capita de la població era de 20.542 $. Entorn del 6,5% de les famílies i el 8,7% de la població estaven per davall del llindar de pobresa.

## Poblacions més properes
El següent diagrama mostra les poblacions més properes.